# Свободни птици
Свободни птици (на английски: Free Birds) е американски компютърно-анимационен филм от 2013 година на Realitivity media и Reel FX Creative Studios.

## Сюжет
Два пуяка решават да отидат назад във времето, за да премахнат пуйката като основно ястие в менюто за Деня на благодарността.

## Персонажите
- Реджи е главният герой във филма. Той е нисък и слаб пуяк. Влюбен е в Джени. Озвучен е от Оуен Уилсън.
- Джейк е силен и добродушен пуяк, който е решен на всичко, за да спаси всички пуйки в света. Озвучен е от Уди Харелсън.
- Джени е женска пуйка. Тя е добро и смело момиче. Любовната тръпка на Реджи. Озвучена е от Ейми Поулър.

## Синхронен дублаж
| Роля  | Изпълнител            |
| ----- | --------------------- |
| Реджи | Петър Бонев           |
| Джейк | Ненчо Балабанов       |
| Джени | Десислава Чардаклиева |